# Дрентски птичар
Дрентски птичар је изврстан, вишенамјенски пас који води поријекло од шпанијела и сетера. Настао је у холандској покрајини Дрент, али се о њему мало зна и у матичној земљи. Тренутно је призната раса само у ФЦИ.

## Основно
- Мужјак
  - Висина 57 - 63 cm
  - Тежина око 23
- Женка
  - Висина 55 - 60 cm
  - Тежина око 23

## Спољашњост
Добро пропорционалан пас, чије тијело изгледа снажно и такође способно да развије потребну брзину ловачког пса. Теже је конституције од малог минстерлендера, сличне дугодлаком њемачком птичару; разликује се од овог другог, углавном у глави која је краћа. Анфас је затупастији и стањује се ка танким уснама, што у укупној слици главу чини мање тешком него што је глава дугодлаког њемачког птичара. Тијело је благо дуже од висине у гребену, па дјелује благо издужено. Длака, која није стварно дуга на телу, изгледа дуже, због добре одлаканости ушију, репа, понекад богатија длака на врату и грудима, заставице на ушима, предњим и задњим ногама и богата перјаница на репу.

## Темперамент
Природно послужан, привржен и интелигентан, драгоцјен пријатељ у лову и високо вриједан кућни пас. 

## Историја
У 16. вијеку раса је настала од изумрелог старог шпанијела (такође је називан Spanjoelen), који је дошао из Шпаније, преко Француске у Холандију. Најчешћи назив који је имао у Холандији био је „пас за јаребице“. У покрајини Дрент, овај је пас нарочито држан у чистој раси и није био мијешан са другим расама, као што је то чињено у осталим дијеловима Холандије. Петнаестог маја 1943. године је и званично признат од стране Холанског Кинолошког Савеза. Раса је најстоднија малом мистерлендеру и француском епањелу. Петог јуна 1948. године је основан и клуб расе дренског птичара под називом De Drentsche Patrijs hond.

## Карактеристике расе

### Глава
Лобања је веома широка и само благо заобљена. Дуж средишње линије је једва приметна бразда према плитком стопу, који је на половини растојања ка умјерено израженој потиљној кврги.

#### Нос
Добро изражен, браон. Ноздрве су широко отворене.

#### Њушка
Клинастог је облика, затупаста на врху, без икаквог знака одсјечености испод очију. Носни гребен је широк и никада удубљен или испупчен (врло благо заобљење је дозвољено али је римски нос за замјерање).

#### Усне
Танке и суве.

#### Вилице/зуби
Зуби су јаки и добро распоређени у маказастом загризу.

#### Образи
Умјерено изражени.

#### Очи
Широко су постављене, добро заштићене, никада буљаве или дубоко усађене. Средње су величине, овалног облика. Пријатељског израза какав има интелигентни ловачки пас. Пожељна боја је ћилибарна, никада црна или свијетла боја као код птице грабљивице, капци чврсто належући.

#### Уши
Нису тешке. Високо усађене, равне, падају затворено уз главу, без икаквих набора. Повучене унапријед пружају се три прста од врха носа. Широке су у коријену, затупасто се завршавају, али више шпицасто него код дугодлаког њемачког птичара. Спољна страна ушију покривена је обилном таласастом длаком, не коврџавом, рубови са богатим заставицама.

### Врат
Снажан, средње дужине, боље кратак него дуг, пружа се у равној линији између главе и тијела. Дужи врат од пожељног, даје више елегантан утисак, али и недостатак снаге, што није прихватљиво. Подгушњак или вишак коже на гуши није типичан за сувог, елегантног пса и стога је такође недопустив.

### Горња линија
Равна линија од умјерено дугог врата, до равних леђа и слабина, завршава се благо падајућим сапима.

### Леђа
Снажна, средње дуга, не прекратка, дају заједно са доборим угловима предњег и задњег дијела, утисак издужености.

### Слабине
Снажно мишићаве.

### Сапи
Широке и дугачке, благо падајуће.

### Груди
Дубоке, пружају се до лактова, боље широке у фронту. Узан фронт који се не пружа до лактова је крајње непожељан. Дугачак ребарни кош, са такође добро развијеним задњим ребрима. Добро заобљена задња ребра. Ребра никада нису равна, нити бачваста.

### Доња линија
Само благо подигнута.

### Реп
Није купиран. Боље високо усађен. Допире до скочног зглоба. Прва половина ношена опуштено, а остатак је благо завијен нагоре. У кретању дио репа је ношен хоризонтално, а остатак благо нагоре савијен. Карактеристика расе је да када тражи у лову, окреће реп у круг, нарочито када пас, подиже нањушену дивљач. Никада завијен ка леђима. Са изузетком самог почетка, богата одлаканост се смањује ка врху репа.

### Плећке/надлактице
Плећке и надлактице дуге, чине добре углове, као и између надлактице и подлактице. Плећке добро искошене, гледано са фронта, добро належу на тијело, дајући јасан, угледан утисак предњем дијелу.

#### Лактови
Затворени уз тијело, никада окренути унутра или напоље, што би ометало кретање.

#### Надлактица
Равна и добро мишићава.

#### Шапље
Јако, са добрим костима.

#### Дошапље
Никада окренуто унутра или напоље, благо падајуће, еластично као опруга.

#### Шапе
Округле или овалне, са заобљеним, збијеним, јаким прстима и чврстим јастучићима.

### Задњи дио
Добро развијен, широк и добро мишићав.

#### Бутина/поткољеница
Карлица, бутина и поткољеница добро угловане. Гледано од позади задње ноге нису постављене уско или широко, стоје потпуно вертикално.

#### Скочни зглобови
Добро спуштени.

#### Шапе
Исте као предње

### Кретање
Добар искорак, балансиран са добрим испружењем и потиском, никада уско или широко, без икаквог љуљања у страну, лактови и скочни зглобови никада изврнути, укључујући и кретање ногу у једној линији (single tracking).

### Длака
Густа, добро покрива тијело, није коврџава. Није претјерано дуга, али одаје утисак дужине на различитим мјестима. На врату и прсима, гдје неке друге расе имају гриву (оковратник), длака је дужа, на ушима је дуга таласаста длака. Уши, задња страна предњих и задњих ногу, задња страна бутина и реп са заставицама. Шапе густо одлакане између прстију.

### Боја
Бијела са браон или оранж ознакама, тробојна (са пламеном) је дозвољена, пјегав или не. Мање жељен, али прихватљив је длачни покривач ових боја.

## Савет одгајивача
Овој раси је потребно доста простора и вјежби, као и доста четкања.